# Оборона Свеаборга
Оборона Свеаборга, также бомбардировка Свеаборга (фин. Viaporin pommitus) — оборона Свеаборгской морской крепости, прикрывавшей подход к Гельсингфорсу (ныне — Хельсинки), столице Великого княжества Финляндского, гарнизоном и Балтийским флотом Российской империи от англо-французского союзного флота (балтийский театр военных действий Крымской войны) в июле (по старому стилю) / августе (по новому стилю) 1855 года. При обороне крепости впервые в истории военно-морского искусства русские парусные корабли вели бой на заранее подготовленной минно-артиллерийской позиции, что позволило им успешно отразить атаку во много раз превосходившего по силе англо-французского парового флота. Корабли Балтийского флота и русский гарнизон были подвергнуты трехдневной бомбардировке кораблями англо-французской эскадры.

## Предшествующие события
В ходе войны командованием Балтийского флота большое внимание уделялось обороне Свеаборгской крепости, прикрывавшей подходы к Гельсингфорсу (ныне — Хельсинки). В этом районе были выставлены несколько заграждений из 994 морских мин. Их прикрывали береговые батареи, установленные на островах, и корабли. Минные заграждения были также выставлены у Ревеля и Усть-Двинска.
Стратегической задачей союзников на балтийском театре военных действий Крымской войны был последовательный захват трёх крепостей, которые преграждали путь к тогдашней столице Российской империи: Бомарсунда на Аландских островах (решена в 1854 году), Свеаборга, что на подступе с моря к Гельсингфорсу, и Кронштадта, что на подступе с моря к Санкт-Петербургу.
Потерпев неудачу под Кронштадтом, неприятельский флот в конце июня 1855 года отошел на запад и стал готовиться к нападению на Свеаборг. Замысел союзного командования заключался в том, чтобы, используя дальнобойную артиллерию, подавить с дальних дистанций огонь русской береговой и корабельной артиллерии, а затем высадить морской десант и захватить крепость.

## Силы сторон
Русское командование усилило минные заграждения, дополнительно установило на островах несколько береговых батарей. В наиболее глубоководных проливах, ведущих на рейд, были развернуты линейные корабли «Россия» (120 орудий), «Иезекииль» (70 орудий), фрегат «Цесаревич» и бригада гребных канонерских лодок. Чтобы противник не мог пройти к Свеаборгу, в других проливах были затоплены старые корпуса судов — блокшивы. Для обороны крепости и Гельсингфорса были сосредоточены 502 полевых орудия, для прикрытия проливов — 300 корабельных орудий.
Союзники выделили для захвата крепости 10 линейных кораблей, 9 фрегатов и корветов, 7 вооруженных колесных пароходов, 25 канонерских лодок и 21 бомбардирское судно. Громадная эскадра под командованием британского адмирала Ричарда Дандаса обладала мощной артиллерией (более 1000 орудий). Англо-французское командование, опасаясь подрыва кораблей на минах, предпочло огонь по Свеаборгу вести с дальних дистанций.

## Ход сражения

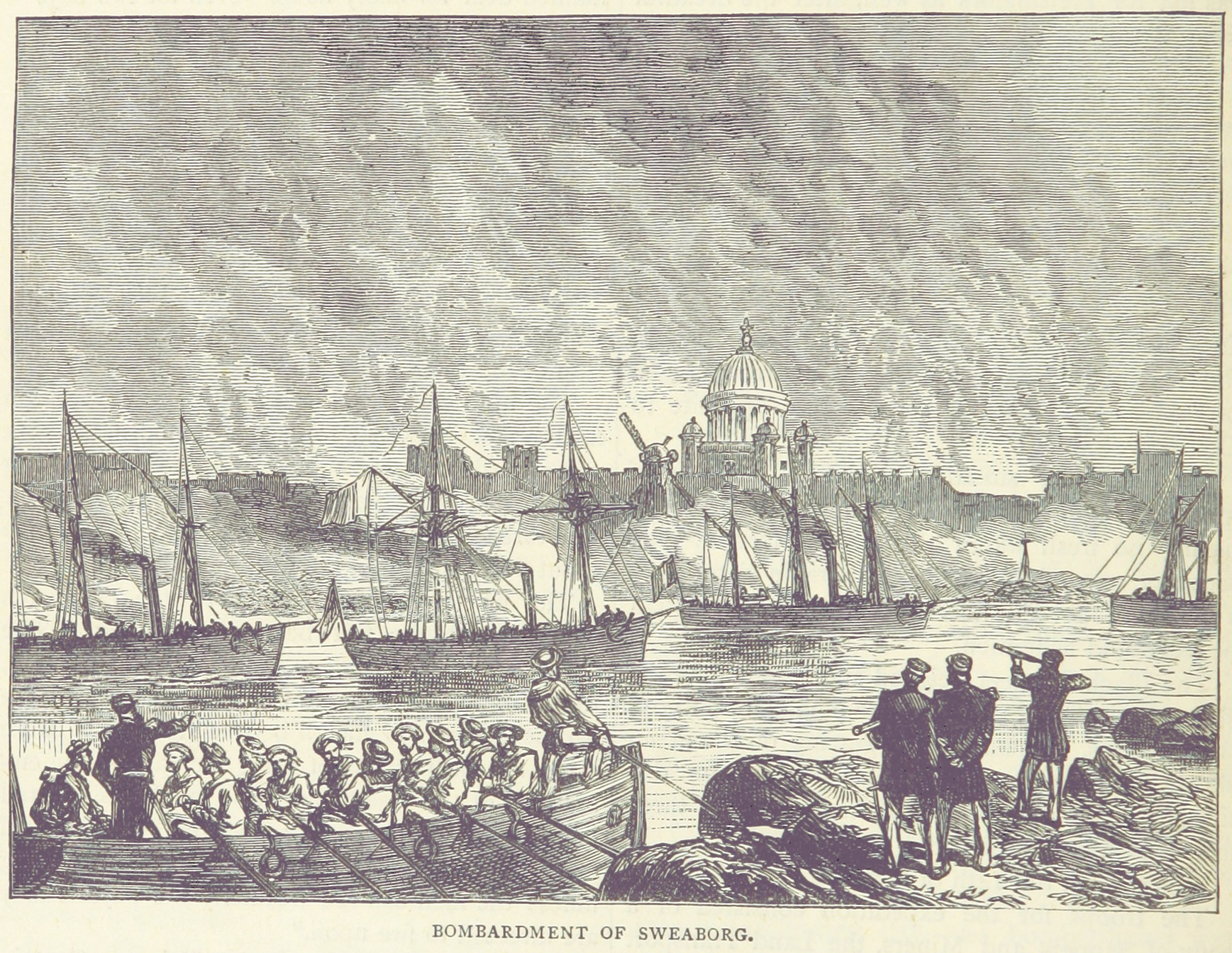
Бомбардировка Свеаборга

Утром 28 июля (9 августа) корабли противника находились в намеченной диспозиции: ближе к внешней линии свеаборгских укреплений держались на ходу бомбардирские суда и канонерские лодки, за ними стояли на якоре линейные корабли и фрегаты.
Бой начался в 7 ч 30 мин. Первыми огонь по крепости и береговым батареям, установленным на островах, открыли канонерские лодки и бомбардирские суда, вооруженные мощными дальнобойными орудиями. Обстрел продолжался двое суток. Противник выпустил по крепости, береговым батареям и русским кораблям более 20 тыс. снарядов различных калибров, но из-за большой дальности стрельба была малоэффективна. Неоднократные попытки высадить десант на о. Друмс были сорваны огнем батарей крепости.
Не добившись успеха в течение 45 часов непрерывной бомбардировки крепости, неприятель 30 июля (11 августа) прекратил атаки. Склады и деревянные постройки были сожжены, но укрепления и батареи получили лишь незначительные повреждения. Людские потери защитников крепости составили около 70 человек убитыми и до 250 ранеными.

## Исход
Англо-французский флот простоял у Свеаборга ещё двое суток и ушел в море. После продолжительной стрельбы множество корабельных мортир и бомбард противника вышли из строя, боеприпасы были на исходе. Официально английское и французское адмиралтейства сообщили, что эскадра задачу выполнила: «в Свеаборге разрушили всё, что нужно было разрушить». Впрочем, это сообщение не обмануло ни Париж, ни Лондон. Газеты, восторженно встретившие весть о бомбардировке Свеаборга, позднее так резюмировали итоги бесславного похода союзной эскадры на Балтику: «Великолепный и огромный флот… высланный при всеобщих восторгах, вернулся с весьма сомнительным триумфом… Свеаборгские укрепления остались нетронутыми, а русские военные суда не уничтожены».
Защитники Свеаборга под командованием генерал-лейтенанта А. Ф. Сорокина умело использовали минные заграждения. В ходе обороны крепости впервые в истории военно-морского искусства русские парусные корабли и береговая артиллерия вели бой на заранее подготовленной минно-артиллерийской позиции, что позволило успешно отразить атаку во много раз превосходившего по силе англо-французского парового флота.
В дальнейшем в ходе Крымской войны неприятель больше не предпринимал на Балтийском море крупных боевых действий, а ограничивался лишь крейсерством отдельных кораблей и небольших отрядов в Финском и Ботническом заливах. В конце ноября 1855 года англо-французский флот покинул Балтийское море.

## Память

### В Российской империи
В фондах Российского государственного военно-исторического архива сохранились «Портреты лиц, отличившихся заслугами в событиях 1853, 1854, 1855, 1856 гг.», среди которых — отличившихся во время бомбардировки Свеаборга:
- графа Ф. Ф. Берга — генерал-адъютанта, генерала от инфантерии, финляндского генерал-губернатора, командующего войсками в Финляндии;
- Я. А. Шихманова — вице-адмирала, начальника 3-й флотской дивизии, заведовавшего с мая 1855 года морской частью в Финляндии;
- А. П. Алексеева — генерал-майора, помощника коменданта крепости[2].

### В независимой Финляндии
В 1918 году после обретения Финляндией независимости крепость стала финской и, исходя из государственной принадлежности, была переименована в Суоменлинну — «финскую крепость». Именно здесь в 1918 году над главным фортом в присутствии президента Свинхуфвуда впервые поднялся финский флаг.
С 1991 года Суоменлинна внесена в список всемирного наследия ЮНЕСКО. Основное количество укреплений бывшей крепости и Королевские ворота находятся на острове Кустаанмиекка (Королевский меч). 
В память о бомбардировке крепости в ходе Крымской войны 1853—1856 гг. ежегодно в августе финны устраивают на островах соревнования по фейерверкам. Сам же балтийский театр военных действий Крымской войны рассматривается как ограниченные боевые действия англо-французского флота против русского флота и гарнизовов в Великом княжестве Финляндском под названием Аландская война.